# Гарибальдийский батальон
Гарибальдийский батальон (исп. Batallón Garibaldi, итал. Battaglione Garibaldi, Гарибальдийская бригада с апреля 1937) — группа итальянских, албанских и испанских добровольцев, принимавших участие в гражданской войне в Испании на стороне Народного фронта Испании с октября 1936 по сентябрь 1938 года. Назван в честь Джузеппе Гарибальди, активного деятеля итальянского движения Рисорджименто, и структурно был одним из батальонов 12-й интербригады.

## История
Итальянский батальон был сформирован 27 октября 1936 года по соглашению, подписанному в Париже представителями итальянских республиканцев, социалистов и коммунистов. Находился под командованием Рандольфо Паччиарди, Роазио Антонио, Луиджи Лонго и социалист Амедео Аззи. Организационно входил в 12-ю интергрбригаду, наряду с батальонами Андре Марти и батальоном Димитрова.

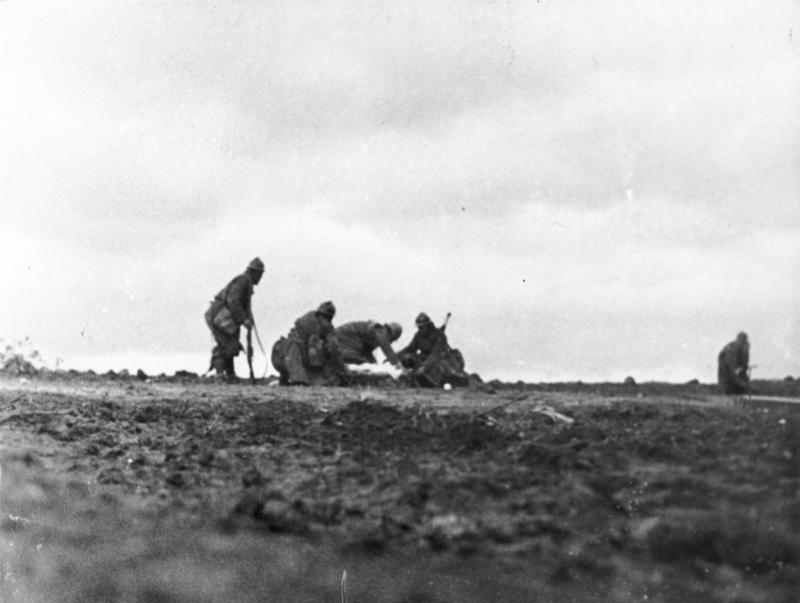
Бойцы Гарибальдийского батальона во время гвадалахарской операции оказывают первую помощь раненому.

Боевое крещение батальон получил 13 ноября 1936 года на холме Лос-Анджелеса во время обороны Мадрида. Затем батальон воевал в районах мадридского университета Комплутенсе, Посуэло, Боадилья-дель-Монте, Мирабуэно, Махадаонда и реки Харама. Во время битвы при Хараме, Паччиарди был ранен и его место занял Илио Баронтини, который возглавлял батальон в гвадалахарской операции. Позднее в боях при Уэска и Вильянуэва-дель-Пардильо Паччиарди вернулся на должность командира батальона.
В конце апреля 1937 года, батальон был преобразован в Гарибальдийскую бригаду, официально сформированную 1 мая. В бригаду вошли бойцы из батальона Димитрова, добровольцы из других итальянских подразделений и новобранцы, прибывавшие в Испанию из других стран. До августа 1937 года Гарибальдийская бригада входила в 12-ю интербригаду и состояла из четырёх батальонов. До её расформирования 24 сентября 1938 года сменилось 5 командиров бригады. Помимо северной части Мадрида и Арагона, бригада сыграла большую роль в битве на Эбро.
Одним из добровольцев, который воевал в бригаде был Мехмет Шеху, будущий премьер-министр Албании.